# Kathleen McCartney Hearst
Kathleen McCartney Hearst (25 de marzo de 1959) es una deportista estadounidense que compitió en triatlón. Ganó una medalla de oro en el Campeonato Mundial de Ironman de 1982.

## Palmarés internacional
| Campeonato Mundial | Campeonato Mundial     | Campeonato Mundial | Campeonato Mundial |
| Año                | Lugar                  | Medalla            | Prueba             |
| ------------------ | ---------------------- | ------------------ | ------------------ |
| 1982 (feb.)        | Hawái (Estados Unidos) | Medalla de oro     | Individual         |